# 省男子
《省男子》是菲律宾電視連續劇，於2015年9月28日在第ABS-CBN上映。